# Хайятт, Илия Иосиф
Илия Иосиф Хайятт (1.05.1856 г., Багдад, Ирак — 2.02.1903 г., Киркук, Ирак) — епископ Амадии с 1 октября 1894 года по 9 февраля 1895 года, архиепископ Киркука Халдейской католической церкви c 13 июля 1900 года по 2 февраля 1903 года.

## Биография
Илия Иосиф Хайятт родился в 1 мая 1856 года в городе Багдад, Ирак.
10 октября 1894 года Римский папа Лев XIII назначил Илию Иосифа Хайятта епископом Амадии. 11 ноября 1894 года Илия Иосиф Хайятт был рукоположён в епископа.
9 февраля 1895 года Илия Иосиф Хайятт подал в отставку и 22 апреля 1895 года был назначен титулярным епископом Нисибиса Халдейского.
13 июля 1900 года Римский папа Лев XIII назначил Илию Иосифа Хайятта архиепископом Киркука.
Умер 2 февраля 1903 года.